# بتسدا (آرکانزاس)
بتسدا (به انگلیسی: Bethesda) یک منطقهٔ مسکونی در ایالات متحده آمریکا است که در شهرستان ایندیپندنس، آرکانزاس واقع شده‌است. بتسدا ۱۹۶ متر بالاتر از سطح دریا واقع شده‌است.